# Nombre 220
El nombre 220 (CCXX) és el nombre natural que segueix el nombre 219 i precedeix el nombre 221.
La seva representació binària és 11011001, la representació octal 334 i l'hexadecimal DC.
La seva factorització en nombres primers és 2² × 5 × 11 = 220. És un nombre d'Erdős-Woods.

## Nombres del 221 al 229
| Nombre | Nombre romà | Sistema binari | Sistema hexadecimal | Més informació que destaca del nombre |
| 221    | CCXXI       | 11011101       | DD                  | La suma de cinc nombres primers consecutius (37 + 41 + 43 + 47 + 53) La suma de nou nombres primers consecutius (11 + 13 + 17 + 19 + 23 + 29 + 31 + 37 + 41)         |
| 222    | CCXXII      | 11011110       | DE                  | |
| 223    | CCXXIII     | 11011111       | DF                  | La suma de tres nombres primers consecutius (71 + 73 + 79) La suma de set nombres primers consecutius (19 + 23 + 29 + 31 + 37 + 41 + 43),                            |
| 224    | CCXXIV      | 11100000       | E0                  | 2⁵ × 7 |
| 225    | CCXXV       | 11100001       | E1                  | |
| 226    | CCXXVI      | 11100010       | E2                  | |
| 227    | CCXXVII     | 11100011       | E3                  | |
| 228    | CCXXVIII    | 11100100       | E4                  | La suma de sis nombres primers consecutius (29 + 31 + 37 + 41 + 43 + 47) La suma de deu nombres primers consecutius (7 + 11 + 13 + 17 + 19 + 23 + 29 + 31 + 37 + 41) |
| 229    | CCXXIX      | 11100101       | E5                  | |